# Castelnuovo Don Bosco
Castelnuovo Don Bosco é uma comuna italiana da região do Piemonte, província de Asti, com cerca de 3.036 habitantes. Estende-se por uma área de 22 km², tendo uma densidade populacional de 138 hab/km². Faz fronteira com Albugnano, Buttigliera d'Asti, Capriglio, Moncucco Torinese, Moriondo Torinese (TO), Passerano Marmorito, Pino d'Asti.

## Demografia
| Variação demográfica do município entre 1861 e 2011                               |
|                                                                                   |
| Fonte: Istituto Nazionale di Statistica (ISTAT) - Elaboração gráfica da Wikipedia |